# Samtgemeinde Gieboldehausen
La comunità amministrativa di Gieboldehausen (Samtgemeinde Gieboldehausen) si trova nel circondario di Gottinga nella Bassa Sassonia, in Germania.

## Suddivisione
Comprende 10 comuni:
1. Bilshausen
2. Bodensee
3. Gieboldehausen (comune mercato)
4. Krebeck
5. Obernfeld
6. Rhumspringe
7. Rollshausen
8. Rüdershausen
9. Wollbrandshausen
10. Wollershausen

Il capoluogo è Gieboldehausen.